# Attentato alla famiglia reale dei Paesi Bassi del 2009
L' attentato alla famiglia reale dei Paesi Bassi avvenne il 30 aprile 2009 ad Apeldoorn, nei Paesi Bassi.
Un uomo, alla guida della sua auto, si diresse ad alta velocità contro la folla che assisteva al passaggio del corteo della regina Beatrice e degli altri membri della famiglia reale olandese, in occasione della festa nazionale del Koninginnedag (olandese: Giorno della Regina), investendo alcuni spettatori e perdendo a sua volta la vita. Nessun membro della famiglia reale rimase ferito. Questo attentato fu il primo contro la famiglia reale dei Paesi Bassi in tempi moderni.

## Dinamica

La dinamica dell'attentato. In arancione è tracciato il percorso dell'autobus con a bordo la famiglia reale, in rosso la traiettoria dell'attentatore. Viene anche indicato il punto in cui la macchina ruppe le transenne piombando sul pubblico.

L'attentato avvenne alle 11:50 in diretta televisiva, mentre l'autobus scoperto con a bordo la famiglia reale olandese stava transitando verso il palazzo di Het Loo, in mezzo ad una grande folla. Una Suzuki Swift, guidata da un uomo di nome Karst Roeland Tates, abbatté le transenne e piombò ad alta velocità sul pubblico, uccidendo 7 persone (alcune morirono sul colpo, altre in ospedale nei giorni seguenti) e ferendone 10. L'auto stessa nella manovra subì gravi danni all'avantreno, tanto che l'attentatore perse il controllo e andò a schiantarsi contro De Naald (“l’obelisco”, un monumento eretto nel 1901 in occasione del matrimonio della regina Guglielmina con Enrico di Meclemburgo-Schwerin), mancando di poco l'impatto col torpedone dei reali.
Subito le forze dell'ordine si precipitarono verso l'auto, temendo che vi fossero armi o esplosivi a bordo (non ve n’erano).

## L'attentatore
L'attentatore era Karst Roeland Tates (nato a Zevenaar il 6 marzo 1971), un uomo di nazionalità olandese, originario di Huissen, una piccola città nella provincia olandese della Gheldria; non aveva precedenti penali né disturbi psichici noti. Dopo l'attentato, venne estratto esanime e gravemente ferito dai rottami dell'auto e trasferito in ospedale a Deventer.
Tates fu dichiarato in arresto con l'accusa di omicidio, oltre che di aver violato agli articoli 92 e 108 del codice di diritto penale olandese, che si occupano, rispettivamente, degli attacchi contro il sovrano e il principe ereditario e la sua consorte. A norma di tali articoli, pertanto, Tates avrebbe rischiato l'ergastolo. Tuttavia morì il giorno seguente, 1º maggio, per le gravi ferite riportate, non prima di aver ripreso conoscenza e aver detto alla polizia di aver compiuto il gesto consapevolmente e deliberatamente, ma non con fini terroristici.
Dopo la morte di Tates venne eseguita l'autopsia sul suo corpo, la quale non trovò tracce di alcoolici nel suo sangue, ma riscontrò tracce di cannabis. La cannabis, tuttavia, rimane nel sangue per alcune settimane dopo l'uso: non è dunque possibile stabilire con certezza quando sia stata assunta.

## Reazioni
Quindici minuti dopo l'attentato venne annunciato che tutte le celebrazioni previste ad Apeldoorn in occasione del Giorno della Regina erano state annullate. Nello stesso giorno molti altri eventi nei Paesi Bassi vennero cancellati, compresi tutti i festeggiamenti a Rotterdam e molti eventi ad Amsterdam. Tutte le bandiere vennero poste a mezz'asta in segno di lutto.
Poche ore dopo l'attacco, la regina Beatrice inviò un videomessaggio alla nazione:
(Regina Beatrice dei Paesi Bassi, 30 aprile 2009)
L'8 maggio 2009 si tenne una commemorazione nel teatro di Apeldoorn, alla quale presenziarono, fra gli altri, il primo ministro olandese Jan Peter Balkenende e il sindaco di Apeldoorn Fred de Graaf. Parteciparono la regina Beatrice, il principe ereditario Guglielmo, la principessa Maxima e altre 5.000 persone.